# Area metropolitana di Helsinki

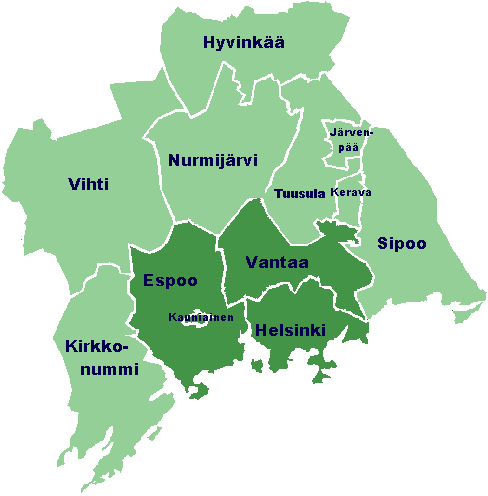
L'area metropolitana di Helsinki è evidenziata in verde scuro nella carta della regione di Helsinki.

L'area metropolitana di Helsinki (pääkaupunkiseutu in finlandese, huvudstadsregionen in svedese) è la regione più densamente abitata della Finlandia, con un incremento di circa 8 000-10 000 unità all'anno. È costituita dalle città di Helsinki, Vantaa, Espoo e Kauniainen, ed è situata nella parte meridionale del Paese, sulle rive del Golfo di Finlandia.

## La regione di Helsinki

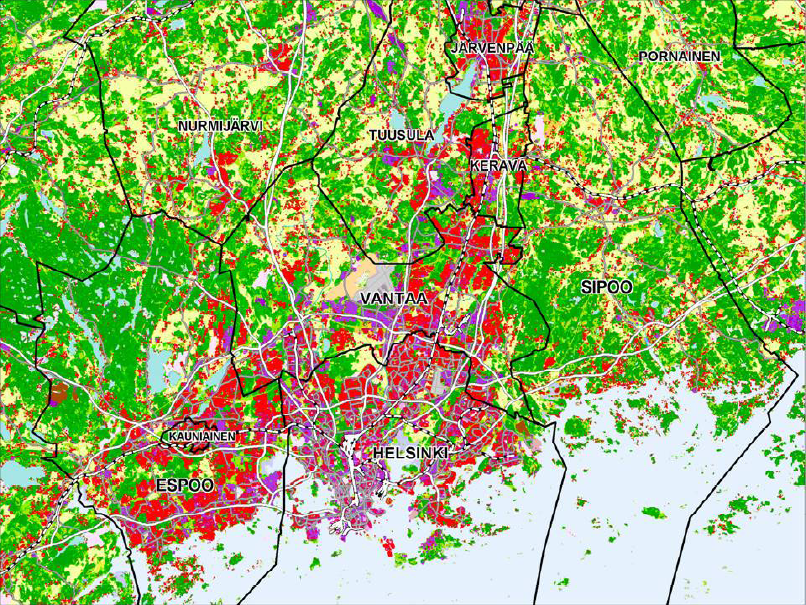
Area metropolitana di Helsinki: le abitazioni sono evidenziate in rosso nella carta.

Oltre all'area metropolitana, la regione di Helsinki comprende anche le città circostanti di Hyvinkää, Järvenpää, Kerava, Kirkkonummi, Nurmijärvi, Sipoo, Tuusula e Vihti, per un totale di 1 274 746 abitanti, con una previsione per l'anno 2030 di 1 525 000 abitanti. È pertanto una regione a rapida crescita (nel 1975 contava 904 670 abitanti), con un aumento annuale del 1,3%.
La crescita della regione di Helsinki coinvolge quattro regioni finlandesi, Uusimaa, Uusimaa orientale, Kanta-Häme e Päijät-Häme, area in cui abita circa un terzo della popolazione finlandese.
Al 28 febbraio 2008 l'area contava 1 024 347 di abitanti, circa un quinto di tutta la popolazione finlandese, distribuiti su una superficie di 765 km2, corrispondente a circa lo 0,2% della superficie totale della Finlandia.
Nell'area sono presenti otto delle 18 università finlandesi, le sedi delle maggiori aziende della nazione e il più grande aeroporto finlandese, Helsinki-Vantaa.
In finlandese, oltre al termine pääkaupunkiseutu (area, regione della capitale) l'area viene anche chiamata "grande Helsinki" (Suur-Helsinki).

## Amministrazione

### Suddivisione dell'area metropolitana
L'area metropolitana è divisa in più zone:
- Livello 0: penisola di Helsinki
- Livello 1: livello di Pasila (Helsinki e Espoo)
- Livello 2: raccordo anulare Kehä I (Tapiola, Leppävaara, Pitäjänmäki, Malmi, Itäkeskus)
- Livello 2B: raccordo anulare Kehä II (Matinkylä, Kauniainen, Viherlaakso)
- Livello 3: raccordo anulare Kehä III e ferrovia circolare Kehärata (centro di Espoo, Myyrmäki, Tikkurila)
- Livello 4: raccordo anulare Kehä IV (zona settentrionale dell'aeroporto di Helsinki-Vantaa)
- Livello 5: Nurmijärvi–Hyrylä–Kerava–Klaukkala

## Statistiche
| Comune                             | Superficie | Popolazione (2017-08-31) | Densità demografica |
| ---------------------------------- | ---------- | ------------------------ | ------------------- |
| Helsinki                           | 213.75 km² | 642,045                  | 3,003.72/km²        |
| Espoo                              | 312.26 km² | 277,375                  | 888.28/km²          |
| Vantaa                             | 238.37 km² | 221,821                  | 221,821             |
| Kauniainen                         | 5.88 km²   | 9,482                    | 1,612.59/km²        |
| Area urbana della regione capitale | 770.26 km² | 1,150,723                | 1,493.94/km²        |
| Hyvinkää                           | 322.62 km² | 46,600                   | 144.44/km²          |
| Mäntsälä                           | 580.84 km² | 20,888                   | 35.96/km²           |
| Pornainen                          | 146.50 km² | 5,118                    | 34.94/km²           |

### Popolazione storica
Nella tabella sono riportate le variazioni del numero di abitanti nell'area metropolitana di Helsinki dal 1940:
| Anno | Abitanti  | Cambiamento |
| ---- | --------- | ----------- |
| 1940 | 307 000   | -           |
| 1950 | 408 000   | + 101 000   |
| 1960 | 543 000   | + 135 000   |
| 1970 | 693 000   | + 150 000   |
| 1980 | 755 000   | + 60 000    |
| 1990 | 822 000   | + 67 000    |
| 2000 | 949 000   | + 127 000   |
| 2009 | 1 020 000 | + 71 000    |